# 新共同訳聖書
『聖書 新共同訳』（せいしょ しんきょうどうやく、英: Bible, The New Interconfessional Translation）は、聖書の日本語訳の一つ。カトリックとプロテスタントの共同により翻訳され、日本聖書協会が出版している。より新しい、似た背景の聖書翻訳に、聖書 聖書協会共同訳がある。

## 背景
20世紀初めからキリスト教諸教会相互の間で推進されてきた教会再一致運動（エキュメニズム）は、1962年から開催された第二バチカン公会議で『エキュメニズムに関する教令』が発布されたことで、大きく前進することとなった。日本国においても1965年（昭和40年）に、カトリック司教協議会にエキュメニズム委員会とキリスト教用語委員会が置かれた。エキュメニズム委員会は、日本聖書協会が『聖書 口語訳』の改訂を検討していると知ると、米国でカトリック教会とプロテスタント諸教会の双方で利用されている改訂標準訳聖書（RSV）を例に、カトリックが受け入れられるよう改訂できないか提案が出された。これを受けてフランシスコ会聖書研究所と日本聖書協会とで会議が持たれ、次に出版する聖書は、単なる口語訳の改訂ではなく、新たな翻訳とするという結論に達した。一方、キリスト教用語委員会は、「公教要理（カテキズム）」改訂に向けた作業を進めるにあたって、フランシスコ会聖書研究所との共同調査で、カトリック教会で用いる固有名詞と『聖書 口語訳』で用いられている固有名詞とで不一致な語を、日本で広く知られている語に優先した場合、九割が『聖書 口語訳』の語となることがわかり、教派を超えた用語統一実現の可能性を見ることとなった。このようにして、1969年（昭和44年）には日本聖書協会に日本聖書翻訳研究会が置かれるとともに、カトリック司教団と日本聖書協会の共同委員会として聖書訳語委員会及び共同訳聖書可能性検討委員会が組織された。共同訳聖書可能性検討委員会は一年間の討議を経て、共同訳聖書の実現は可能かつ必要であると答申した。

## 翻訳事業の開始
共同訳聖書可能性検討委員会の答申に基づき、カトリック司教団と日本聖書協会は1970年（昭和45年）に共同訳聖書実行委員会を組織し、翻訳作業が始まった。1964年に開催された世界教会指導者会議における「あらゆる教会との協力によって共通の聖書が準備されることを要望する」ドリーベルゲン宣言をきっかけに、共同聖書翻訳のための「標準原則」が公表されていた。共同訳聖書実行委員会は、この「標準原則」で謳う「意味がよく通じ、しかも公衆の面前で朗読できるような文章を目指すべき」という一文から、対象とする読者を「信者ではない大衆」とし、、訳文はユージン・アルバート・ナイダに先導され動的等価翻訳理論で得られる「直訳を避けた日本語として妥当な表現」が正しいとした。底本は、旧約聖書はルドルフ・キッテル編纂のビブリア・ヘブライカ第3版、新約聖書は聖書協会世界連盟のギリシア語新約聖書第3版、外典はゲッティンゲン研究所のギリシア語旧約聖書などを用いることが決まった。共同訳聖書実行委員会に続き、1972年（昭和47年）には翻訳者協議会及び編集委員会、1973年（昭和48年）には検討委員及び国語委員の各機関が整備され翻訳作業が始まった。

## 翻訳作業
新約聖書の場合、原語翻訳者を四福音書及び『使徒の宣教』、ヨハンネス文書、パウロスの四大書簡、パウロスの獄中書簡及び牧会書簡・『ヘブライ人への手紙』・公同書簡の五つの小グループに分け、原語翻訳者が作成した第1稿を小グループが助言し、それに基づいて原語翻訳者が作成した第2稿を全ての原語翻訳者、編集委員及び検討委員が助言し、それに基づいて原語翻訳者が作成した第3稿を国語委員、新約編集委員及び共同訳聖書実行委員が助言し、それに基づいて編集委員会新約部会が作成した第4稿を全ての原語翻訳者、編集委員及び共同訳聖書実行委員から修正意見を求め、編集委員会新約部会が勘案した最終稿案を、全ての編集委員会と共同訳聖書実行委員会の承認を得て最終稿とされた。後述の編集方針変更後は作業を加速化させるため、より少人数の編集実務委員会が新設され最終稿案を作成した。
共同訳パイロット版への批判
日本聖書協会はパイロット版として、1975年（昭和50年）に『ルカスによる福音書』を、1978年（昭和53年）に『新約聖書 共同訳』を出版したが、その訳文について諸教会から採用に否定的な声が寄せられた。日本聖書協会は、釈明のために小冊子『新約聖書共同訳について』を出版し、聖書訳文の違いを塩ラーメンと味噌ラーメンに例えて抗弁したものの、理解は得られなかった。
- 共同訳聖書実行委員会 訳『ルカスによる福音書』（パイロット版）日本聖書協会、東京、1975年。
- 共同訳聖書実行委員会 訳『新約聖書 共同訳』（パイロット版）日本聖書協会、東京、1978年11月。全国書誌番号:80005275。
- 『新約聖書共同訳について』日本聖書協会、東京、1979年11月。全国書誌番号:21885186。2023年1月1日閲覧。

翻訳方針と翻訳理論の変更
批判を受けて共同訳聖書実行委員会は、翻訳方針における対象読者を「大衆」から「教会」に、翻訳理論は動的等価理論（意訳）を放棄し逐語訳に変更した。それによって既に校了していた新約聖書は勿論、取り掛かっていた旧約聖書の翻訳はやり直しとなり、更なる時間と混乱を生み出すこととなった。なお底本も改められ、旧約聖書はドイツ聖書協会のビブリア・ヘブライカ・シュトットガルテンシア、新約聖書は聖書協会世界連盟のギリシア語新約聖書修正第3版、第二正典はゲッティンゲン研究所のギリシア語旧約聖書などが用いられた。
旧約聖書パイロット版
日本聖書協会は翻訳方針の変更後に、パイロット版として『詩編』150編のうち50編を『詩編 抜粋』と題して1983年（昭和58年）に、『ヨブ記』、『ルツ記』及び『ヨナ書』をそれぞれ分冊として1984年（昭和59年）に発行した。
- 共同訳聖書実行委員会 訳『詩編 抜粋 共同訳』（パイロット版）日本聖書協会、東京、1983年。ISBN 4-8202-6007-3。 NCID BA36012821。OCLC 744310797。全国書誌番号:21888682。
- 共同訳聖書実行委員会 訳『ヨブ記 共同訳』（パイロット版）日本聖書協会、東京、1984年。 NCID BN04796177。
- 共同訳聖書実行委員会 訳『ルツ記 共同訳』（パイロット版）日本聖書協会、東京、1984年。
- 共同訳聖書実行委員会 訳『ヨナ書 共同訳』（パイロット版）日本聖書協会、東京、1984年。

## 編集
外典の扱い
本書には「標準原則」に従い、プロテスタント諸教会が外典（アポクリファ）とする文書群を、『旧約聖書続編』として旧約聖書と新約聖書の間に置いた版が用意された。外典のうち、カトリック教会が第二正典に含まれない3書は、白紙で挟んで特に区別した。これにより、カトリック教会、プロテスタント諸教会及び聖公会での使用に応えた。
脚註及び引照の扱い
脚註がついた版は発行されなかった。そのため初版発行時から、本来なら脚註で説明されるべき内容について附録で補った。引照つきについては、1989年（平成元年）ごろから製作が始まり1993年（平成5年）5月に発行した。引照箇所数は、旧約48,606、新約22,184、続編2,342。内容については、共同訳聖書委員会が監修した。日本聖書協会は、この引照つきの発行を以て、新共同訳のラインナップが完成したとした。

## 出版
書名は『聖書 新共同訳』とされた。1976年（昭和51年）に「共同訳」として出版した新約聖書の訳文が一新されたことなどを理由に挙げた。三省堂印刷は本書の印刷で、同社として初めて電算写植による下版並びに超薄葉紙（25g/m2）のオフセット輪転印刷に成功している。発刊は1987年（昭和62年）9月5日であった。2007年（平成9年）には、初版発行以来初めて装訂の意匠を更新し、同年9月から順次新装版に置き換えられた。
初版
- 共同訳聖書実行委員会 訳『聖書 新共同訳』 NI63（クロス装）、日本聖書協会、東京、1987年9月5日。ISBN 4-8202-1033-5。
- 共同訳聖書実行委員会 訳『聖書 新共同訳 旧訳聖書続編つき』 NI63DC（クロス装）、日本聖書協会、東京、1987年9月5日。ISBN 4-8202-1034-3。 NCID BN16119700。全国書誌番号:88051323。

引照つき
- 共同訳聖書実行委員会 訳『聖書 新共同訳 引照つき』 NIO53（クロス装）、日本聖書協会、東京、1993年5月15日。
- 共同訳聖書実行委員会 訳『聖書 新共同訳 旧訳聖書続編つき 引照つき』 NIO53DC（クロス装）、日本聖書協会、東京、1993年5月15日。ISBN 4-8202-1243-5。 NCID BA38152719。OCLC 676329332。全国書誌番号:99016373。
- 共同訳聖書実行委員会 訳『聖書 新共同訳 引照つき』 NIO59S（革装）、日本聖書協会、東京、1993年5月25日。
- 共同訳聖書実行委員会 訳『聖書 新共同訳 旧訳聖書続編つき 引照つき』 NIO59DCS（革装）、日本聖書協会、東京、1993年5月25日。ISBN 4-8202-1245-1。 NCID BA38152719。

電子版
紙版の発行からわずか3か月後の1987年（昭和62年）12月に、レーザーディスクを用いた『ディスク聖書 新共同訳』が発売された。聖書のレーザーディスク版は世界初としている。旧新約聖書全文と関連する図画あわせて14,467枚の静止画像と動画18分が収録され、読みたい箇所を瞬時にモニタに表示することができた。製作は岩波映画製作所、販売はインタービジョンで、日本聖書協会は「協力」で名を連ねた。1993年（平成6年）8月に電子ブック規格の『聖書 新共同訳 電子ブック版』が発売された。2002年（平成14年）4月に『Jnet-ばいぶる』が、2020年（令和2年）1月に『ウェブバイブル』発売された。『Jnet-ばいぶる』はローカルに、『ウェブバイブル』はクラウドに置かれた新旧約聖書全文を閲覧できる。2010年（平成22年）にiPhoneで新共同訳全文が閲覧できるアプリ『モビリス聖書』がモビリス・ソルーションズからリリースされた。2015年（平成27年）8月にKindle版の『新共同訳新約電子書籍版』がAmazon Kindleストア専売で発売された。2018年に、無料アプリケーションであるユーバージョンで、iPhoneなどで新旧約聖書全文を閲覧できるようになった。配布元である米国の巨大教会ライフ・チャーチが、日本聖書協会から許諾を受けた。
点字聖書
日本聖書協会からの委託を受けた東京点字出版所は、1989年（平成元年）6月までに全文の点訳を完成させた。
講壇用聖書
講壇用聖書は、1990年（平成2年）に受註を開始した。1998年（平成10年）には表紙の色を、黒色に赤色、白色及び緑色が加わり4色になった。しかし、ごく薄い金箔を継ぐ特殊な専門技術の担い手が高齢化によって引退、仕事量の著しい減少、後継者が確保できないなど、国内での製作が不可能な状況となってしまい、2021年（令和3年）に休刊となった。累計で1,397冊が製作された。
- 共同訳聖書実行委員会 訳『新共同訳 大型講壇用聖書』 NI98（革装）、日本聖書協会、東京、1990年。ISBN 4-8202-1224-9。
- 共同訳聖書実行委員会 訳『新共同訳 大型講壇用聖書 旧約続編つき』 NI98DC（革装）、日本聖書協会、東京、1990年。ISBN 4-8202-1225-7。

録音聖書
コンパクト・ディスク（CD）の普及に伴い、『聖書 新共同訳』CD版のための録音が始められた。1991年（平成3年）に先ず四福音書を、1992年（平成4年）には新約聖書全書が、旧約聖書全書も1995年（平成7年）11月までに発売された。これにより、旧新約聖書全書が揃ったが、全巻で税込み136,000円と高額となってしまい、普及は進まなかった。そのため、装訂などを見直すなどして価格を四分の一とし、2002年（平成14年）11月に再頒された。2005年12月には、これらの音源をMP3形式に変換したMP3版が発売され、iPodで持ち出せるようになった。このMP3版は2007年（平成19年）に旧約聖書続編つきとなり、 加えてiTunesの歌詞表示機能を利用して聖書本文が表示できるようにもなった。また、手のひら大の専用再生機により新約聖書全書が聴取できる『音声新約聖書バイブルトーク』が2004年（平成16年）6月に、再生機を一新し旧新約及び続編全書を収蔵した『ニューバイブルトーク 聖書 新共同訳［旧約続編つき］』が2012年（平成24年）4月に発売された。2015年（平成27年）10月には、専用再生機を汎用機に代替し『リスニング・バイブル』と改称して発売した。2018年に、無料アプリケーションであるユーバージョンで、iPhoneなどで新旧約聖書全文を音声再生できるようになった。配布元である米国の巨大教会ライフ・チャーチが、日本聖書協会から許諾を受けた。
和英対照聖書
1997年（平成9年）12月1日に、日本初となる旧新約聖書の和英対照となる『中型和英対照聖書』を発行した。英文にはユージン・アルバート・ナイダが主導した現代英語訳（TEV）が用いられた。2000年（平成12年）にシドニーで開催された第27回オリンピック競技大会に際し、オーストラリア聖書協会からの依頼を受けて、当地での頒布用に『スポーツ版新共同訳和英対照新約聖書（ゴールを目ざして）』を10,000冊製作し送品した。2004年（平成16年）に発行された和英対照聖書『NIV和英対照新約聖書』は、英文に米国でのシェアが四割という新国際訳（NIV）を用い、邦文の全漢字にふりがな（ルビ）を振ったことにより、訪日外国人などの便宜に配慮した。要望が多く寄せられていたNIVの利用については、国際聖書協会（IBS）から2003年（平成15年）にようやく許諾を得た。2016年（平成28年）に発行された和英対照新約聖書『ダイグロットバイブル』も、邦文の全漢字にふりがな（ルビ）が振られた。この英文には、国際ギデオン協会が2013年から採用している標準英語訳聖書（ESV）が用いられた。
- 『中型和英対照聖書』 NITEV44DI、日本聖書協会、東京、1997年12月1日。ISBN 4-8202-1241-9。 NCID BA33792790。OCLC 674576891。全国書誌番号:99002767。
- 『NIV和英対照新約聖書』（NINIV263DI）日本聖書協会、東京、2004年。ISBN 4-8202-3231-2。 NCID BA69900396。OCLC 676641567。全国書誌番号:20778883。
- 『ダイグロットバイブル』 NIESV254DI（ピンク）、日本聖書協会、東京、2016年9月。ISBN 978-4-8202-1334-5。 NCID BB22661517。OCLC 965493682。
- 『ダイグロットバイブル』 NIESV254DI（ブルー）、日本聖書協会、東京、2016年9月。ISBN 978-4-8202-1335-2。 NCID BB22661517。

韓日対照聖書
2002年（平成14年）に日本国と大韓民国で開催されたワールドカップサッカー大会を記念して、同年に韓日対照聖書を発行した。日本聖書協会と大韓聖書公会との共同制作で、印刷及び製本は韓国で行われ、両国で同日発売・同一価格とした。邦文は新共同訳、朝文は改訳改訂版（RNI）が使用された。
- 『韓日対照聖書』 NKRNI33DI（クロス装）、日本聖書協会、東京、2002年5月。ISBN 4-8202-1254-0。 NCID BA58555751。OCLC 674822002。全国書誌番号:20369822。
- 『韓日対照聖書』 NKRNI37DI（革装）、日本聖書協会、東京、2002年5月。ISBN 4-8202-1255-9。
- 『한일대조 성경전서』 NKRNI83DI（クロス装）、대한성서공회、서울、2002年5月。ISBN 8-9412-3011-X。OCLC 1082842836。
- 『한일대조 성경전서』 NKRNI87DI（革装）、대한성서공회、서울、2002年5月。ISBN 8-9412-3030-6。OCLC 1012646757。

スタディ・バイブル
海外で普及が進む「スタディ・バイブル」は既存の研究書や解説書とは異なり、聖書本文を読み進めながら、その内容やそこに広がる豊かな世界について平易な文章や図画で歴史的・社会的背景や生活習慣といった多種多様な事柄について説明がなされ、もってキリスト教を学ぶことができるとされている。日本でも1993年（平成5年）ごろから日本聖書協会に出版要望が寄せられるようになり、同会では1998年（平成10年）ごろから出版に向けた準備を始めた。本文は新共同訳とし、訳註・説明などについては『CEVラーニング・バイブル（英: The Learning Bible / Contemporary English Version）』を翻訳して掲載している。先ず2003年（平成15年）12月に「スタディ・バイブル」のパイロット版として四福音書のみの『聖書スタディ版四福音書』が、2004年（平成16年）7月には『スタディ版新約聖書』が、2006年（平成18年）10月には旧新約合本の『聖書スタディ版』が、2017年（平成29年）11月には『新共同訳 旧約聖書続編 スタディ版』が発行された。『新共同訳 旧約聖書続編 スタディ版』の訳註・説明などについては、『The CEB (Common English Bible) Study Bible with Apocrypha』を翻訳して掲載している。
- 共同訳聖書実行委員会，日本聖書協会 訳『聖書スタディ版四福音書』 NI440STUDY（パイロット版）、日本聖書協会、東京、2003年12月。ISBN 4-8202-4215-6。 NCID BA64816678。
- 共同訳聖書実行委員会，日本聖書協会 訳『スタディ版新約聖書』 NI253STUDY、日本聖書協会、東京、2004年7月。ISBN 4-8202-3232-0。 NCID BA68680997。OCLC 675982155。全国書誌番号:20737039。
- 共同訳聖書実行委員会，日本聖書協会 訳『聖書スタディ版』 NI64STUDY、日本聖書協会、東京、2006年10月。ISBN 978-4-8202-1267-6。 NCID BA78664090。OCLC 676447365。全国書誌番号:21221919。
- 共同訳聖書実行委員会，日本聖書協会 訳『聖書スタディ版［改訂版］』 NI53STUDY、日本聖書協会、東京、2014年10月。ISBN 978-4-8202-1321-5。 NCID BB17430242。OCLC 897706999。
- 共同訳聖書実行委員会，日本聖書協会 訳『新共同訳 旧約聖書続編 スタディ版』 NI453DCSTUDY、日本聖書協会、東京、2017年11月。ISBN 978-4-8202-2228-6。 NCID BB25090503。OCLC 1050196000。全国書誌番号:23083794。

ジッパー、サムインデックスつき聖書
2011年（平成23年）9月に、表紙と一体化したカバーにジッパーがついた聖書『ジッパー、サムインデックスつき聖書』を発行した。小口に書名サムインデックス（指かけ見出し）が彫られている。韓国で普及している装本で、印刷及び製本は大韓聖書公会に委託した。日本聖書協会は2017年（平成29年）10月に、より大きな活字を利用した初めて大型（A5判）を発行した際、同書を新共同訳30年の到達点と称した。
- 共同訳聖書実行委員会 訳『ジッパー、サムインデックスつき聖書』 NI35ZTI（ミニ判）、日本聖書協会、東京、2011年10月。ISBN 978-4-8202-1290-4。
- 共同訳聖書実行委員会 訳『ジッパー、サムインデックスつき聖書』 NI55ZTI（中型）、日本聖書協会、東京、2011年10月。ISBN 978-4-8202-1294-2。
- 共同訳聖書実行委員会 訳『ジッパー、サムインデックスつき聖書』 NI65ZTI（大型）、日本聖書協会、東京、2017年10月。ISBN 978-4-8202-1339-0。

## 普及
1987年（昭和62年）の発刊から間も無く、カトリック司教団が公式朗読聖書として認可するなど、普及は順調に進んだ。発刊から4年半となる1992年（平成4年）3月に頒布100万冊、21年目となる2008年（平成20年）7月に頒布1000万冊を達成した。

## 更新
共同訳聖書委員会
共同訳聖書実行委員会に置かれた編集実務委員会は、新共同訳の訳文に関する照会の検討や将来の改訂等への助言を行うため、発刊後も残置されたが、暫くして発展的に共同訳聖書委員会に改組された。共同訳聖書委員会は2010年（平成22年）10月9日まで活動を続け、その後は日本聖書協会翻訳部に引き継がれた。
ハンセン病をめぐる訳語問題
日本聖書協会は、1996年（平成8年）の「らい予防法の廃止に関する法律」公布を受けて、新共同訳で「らい病」と訳されている箇所を「重い皮膚病」と読み替えることにすると1997年（平成9年）に発表した。2006年（平成18年）10月には、共同訳聖書委員会に「ツァーラート｣｢レプラ｣｢重い皮膚病｣｢かび｣の訳語検討会を置くことを決め、「重い皮膚病」が訳語として適当か検討がなされた。2008年（平成20年）1月に日本聖書協会は、これまで通り訳語として「重い皮膚病」を用いることを発表した。

## 批評
神学者の並木浩一は、旧約聖書の翻訳は新約聖書と異なり、本文の毀損、難読箇所、簡潔に過ぎる表現、多様なジャンルの文書、イメージに彩られた詩文など特有の問題があるため、直訳を避けて別の表現に置き換えたり、その個所だけの訳語を工夫したりする自由が訳者に与えられなければ、良い翻訳は生まれないと主張し、これを解決する方法が脚註であり、現代の代表的な翻訳聖書が脚註を必ずつけているのに、新共同訳で採用しなかった点を問題とした。聖書学者の山内眞は、「パウロ書簡の場合全体としては、（中略）「実質的等価値訳」である「共同訳」に、依然として強く引き付けられている」とし、「「新共同訳」が、少なからず、現代の主な注解書が受け入れている解釈に背く読み方を、「共同訳」と共に採用している」と指摘した。編集実務委員で新約聖書の翻訳も担当した川島貞雄は、「翻訳理論に関しては新共同訳にはダイナミック・イクィヴァレンスとフォーマル・コレスポンデンスが混在している」と認め、「釈義的問題にまで踏み込んで共同訳の訳文を全体にわたって再検討し修正することは、時間的に許されなかったし、学問的にも編集実務者の能力を超えることがらでもあるので断念せざるをえなかった。新共同訳新約聖書が釈義的にも文体的にも少なからぬ問題を含んでいるのは事実である」とした。

## 後継
後継となる『聖書 聖書協会共同訳』が、2018年12月に刊行された。新共同訳からの改訂ではなく、原文（底本）から新たに翻訳されたが、固有名詞や収録書名は新共同訳に準拠した。カトリック中央協議会は、2019年（平成31年）1月に開催した常任司教委員会で、『聖書 聖書協会共同訳』の使用については数年先に検討することとし、現時点では現行どおり『聖書 新共同訳』を使用することを決めた。

## 関連書籍等
1978年（昭和53年）にパイロット版として出版された『新約聖書 共同訳』に、同書の原語翻訳者の一人だった堀田雄康が新たに注解を付けた『新約聖書 共同訳全注』が、1981年（昭和56年）に講談社から刊行された。
- 共同訳聖書実行委員会 訳『新約聖書 共同訳全注』堀田雄康(注解）、講談社、東京〈講談社学術文庫 318〉、1981年11月9日。ISBN 4-06-158318-2。 NCID BN04315450。OCLC 672821240。全国書誌番号:82006108。

『聖書 新共同訳』を対象とした事典並びに辞典も多数出版された。このうち、日本基督教団出版局が2004年（平成16年）3月に刊行した『新共同訳 聖書事典』は、いのちのことば社が1985年（昭和60年）に刊行した『新聖書辞典』からの盗用箇所が多数見つかり、2021年（令和3年）3月に絶版とされた。
- 『新共同訳聖書辞典』木田献一，和田幹男（監修）、キリスト新聞社、東京、1995年11月。ISBN 4-87395-268-9。 NCID BN13440511。OCLC 674810907。全国書誌番号:96046294。
- 『小型版 新共同訳聖書辞典』木田献一，和田幹男（監修）、キリスト新聞社、東京、1997年3月。ISBN 4-87395-290-5。
- 『新共同訳 聖書辞典』秋山憲兄（監修）、新教出版社、東京、2001年6月。ISBN 4-400-11073-7。 NCID BA52407536。OCLC 54637777。全国書誌番号:20299100。
- 『新共同訳 聖書事典』木田献一，山内眞（監修）、日本基督教団出版局、東京、2004年3月。ISBN 4-8184-0525-6。 NCID BA66479513。OCLC 676316176。全国書誌番号:20576999。

## 共同訳聖書実行委員会
共同訳聖書実行委員会共同議長
平田三郎（カトリック司教・福岡教区長・1974年（昭和59年）5月就任），岸千年（財団法人日本聖書協会理事長），相馬信夫（カトリック司教・名古屋教区長・1974年（昭和59年）5月退任）。
共同訳聖書実行委員会委員
後藤真（日本聖公会元東京教区主教・1982年（昭和57年）4月退任）、小出忍（東京聖書学校校長・1981年（昭和56年）1月就任）、前田護郎（東京大学名誉教授・1980年（昭和55年）4月歿）、ペトロ・ネメシェギ（上智大学教授）、ベルナルディン・シュナイダー（フランシスコ会聖書研究所所長）、高橋虔（同志社大学名誉教授）、竹森満佐一（東京神学大学名誉教授・1982年（昭和57年）4月就任）、寺西英夫（カトリック東京教区司祭）、東ヶ崎潔（元国際口ータリークラプ会長・1982年（昭和57年）4月退任）、山田襄（日本聖公会東京教区主教・1982年（昭和57年）4月就任）、ゼノン・イエール（サンスルピス大神学院教授）。 
検討委員
有賀鉄太郎（京都大学名誉教授・1977年（昭和52年5月）歿）、相浦忠雄（関西学院大学名誉教授・1979年（昭和54年6月）就任）、浅井正三（札幌カトリックセンター司祭）、木下順治（日本基督教会牧師）、前川登（東京純心女子短大教授・1978年（昭和53年10月）就任）、松木治三郎（関西学院大学名誉教授）、水谷九郎（カトリック東京教区司祭）、中沢洽樹（立教大学名誉教授・1982年（昭和57年）4月退任）、小嶋潤（元静岡英和女学院短大学長）、左近義慈（東京神学大学名誉教授）、沢田和夫（カトリック司祭・東京神学院・1978年（昭和53年10月）退任）。
国語委員
林巨樹（青山学院大学教授）、菅野謙（大正大学教授）、森岡健二（上智大学教授）、永野賢（東京学芸大学名誉教授）、小川国夫（作家）、阪田寛夫（作家）。
編集委員会共同委員長
ベルナルディン・シュナイダー（実行委員会委員）、高橋虔（実行委員会委員）。
翻訳者
秋吉輝雄（立教女学院短大教授）、荒井章三（松陰女子学院大学教授）、古谷功（カトリック横浜教区司祭）、橋本滋男（同志社大学教授）、生原優（日本基督教団牧師）、秦剛平（多摩美術大学助教授）、速水敏彦（立教大学文学部長）、林嗣夫（日本基督教会牧師）、本田哲郎（フランシスコ会日本管区長）、堀田雄康（清泉女子大学教授）、法用渉（日本聖公会中部教区主教）、石川康輔（サレジオ会司祭）、今道瑶子（聖パウロ女子修道会修道女）、加納政弘（日本バプテスト同盟牧師）、川村輝典（東京女子大学教授）、川島貞雄（日本聖書神学校教授）、木田献一（立教大学教授）、清重尚弘（日本ルーテル神学大学学長）、小平卓保（鹿児島純心女子短大教授）、増田早苗（聖心会修道女）、松永希久夫（東京神学大学教授）、三好迪（弘前大学教授）、水谷博彦（日本聖公会司祭）、森紀旦（日本聖公会司祭）、鍋谷堯爾（神戸ルーテル神学校校長）、中村克孝（日本ルーテル神学大学教授）、中村和夫（西南学院大学教授）、西村俊昭（日本基督教団牧師）、野本真也（同志社大学教授）、大串元亮（東京神学大学講師）、大野恵正（活水女子大学教授）、太田道子（真生会館聖書センター研究員）、左近淑（東京神学大学学長）、里野泰昭（千葉大学教授）、柴田千頭男（日本ルーテル神学大学教授）、島田和人（福良キリスト教会牧師）、新見宏（元財団法人日本聖書協会総主事・1979年（昭和54年）12月歿）、菅沼英二（酪農学園大学教授）、高橋重幸（トラヒスト修道会司祭）、高橋敬基（日本基督教団牧師）、時田光彦（西南女学院短大教授）、十時英二（東洋英和女学院短大教授）、宇佐美公史（上智大学助教授）、和田幹男（英知大学教授）、吉田泰（明治学院大学教授）。
聖書訳語委員会委員
生原優、秦剛平、堀田雄康、木田献一、清重尚弘、中村和夫、前川登、左近淑、ベルナルディン・シュナイダー、高橋虔、高橋重幸、ゼノン・イエール。